# 胡川镇
胡川镇，是中华人民共和国甘肃省天水市张家川回族自治县下辖的一个乡镇级行政单位。
2016年，甘肃省民政厅批复同意撤销胡川乡，设立胡川镇。

## 行政区划
胡川镇下辖以下地区：
张堡村、潘峪村、刘塬村、祁沟村、窑上村、柳湾村、胡川村、宁马村、仓下村、蒲家村、夏堡村、王安村、前梁村、阳山村、深坷村和后湾村。